# ヘリダ市
ヘリダ市（スウェーデン語: Härryda kommun ヘリダコミューン）はスウェーデン、ヴェストラ・イェータランド県にある市。中心地はメンリッケ。
ヘリダ市はイェーテボリ大都市圏に含まれる。メンダール、イェーテボリ、パティッレ、レールム、ボッレビグド及びマルクの各市に隣接している。
市内にはイェーテボリ・ランドヴェッテル空港があり、スウェーデン第二の都市イェーテボリの空の玄関口となっている。

## 地区
| 番号 | 地区（小地区を含む）                            | 人口   |
| ---- | ----------------------------------------------- | ------ |
| 1    | メンリッケ（Mölnlycke）（中心地）               | 14,439 |
| 2    | ランドヴェッテル（Landvetter）                  | 6,680  |
| 3    | ヒンドース（Hindås）                            | 2,064  |
| 4    | ピクスボー（Pixbo）                             | 1,534  |
| 5    | レーヴランダ（Rävlanda）                        | 1,345  |
| 6    | ヘリダ（Härryda）                               | 861    |
| 7    | ビョルレード（Björröd）                         | 519    |
| 8    | ベーナレビー（Benareby）                        | 385    |
| 9    | ストゥーラ・ブヤード（Stora Bugärde）           | 343    |
| 10   | リーア（Rya）                                   | 295    |
| 11   | ヘッリングシェー（Hällingsjö）                  | 261    |
| 12   | エスキルスビー・スヌッガ（Eskilsby och Snugga） | 219    |
| 13   | ニーア・ロンゲネース（Nya Långenäs）            | 210    |
| 14   | ボールフルト（Bårhult）                         | 86     |